# Tetrabromonikelnatany
Tetrabromonikelnatany jsou soli aniontu složeného z nikelnatého kationtu (Ni2+) a čtyř bromidových aniontů. Vzorec tohoto komplexního iontu je [NiBr4]2−.
Bromidové ligandy lze z komplexu odstranit silně koordinujícími rozpouštědly.
Tetrabromonikelnatany se rozpouští například v acetonu, acetonitrilu, butanonu a nitromethanu.
V ultrafialovo-viditelném spektru tetrabromonikelnatanů se objevuje silná absorpce, označovaná ν3, kolem 710 nm, způsobená přechodem elektronů mezi hladinami 3T1(F) a 3T1(P). Další výrazná absorpce se označuje ν2, nastává u 770 nm, a je vyvolaná přechodem 3T1(F) → 3A2(F).

## Příklady solí
Tetrabromonikelanatan lithný vytváří v tetrahydrofuranu tmavě modrý roztok.
Směs bromidu lithného a nikelnatého ve vodném nebo methanolovém roztoku může navázat ionty [NiBr4]2− na cyklohexanamin, za vzniku zeleného roztoku.
Tetrabromonikelnatan tetraethylamonný má modrou barvu.
Tetrabromonikelnatan tetra-n-butylamonný je fialovomodrý a taje při 83 °C. Připravuje se z bromidu nikelnatého a tetra-n-butylamonného v ethanolu.
Tetrabromonikelnatan tetrafenylfosfonia lze získat reakcí bromidu nikelnatého, trifenylfosfinu a brombenzenu v uzavřené zkumavce při 250 °C. Vzniklá pevná látka je modrá, při zahřátí nad 260 °C mění barvu na zelenou a při 273 °C taje.
Tetrabromnikelnatan bis-(o-tolyltriethylfosfonia) (o-CH3C6H6PEt3)2NiBr4 je tmavě modrá olejovitá kapalina, kterou je možné připravit reakcí o-tolyl bis-triethylfosfinu s bromidem nikelnatým a o-tolylbromidem. Podobně se připravují i (o-CH3OC6H6PEt3)2NiBr4 a (C6H5PEt3)2NiBr4.
Tetrabromnikelnatan bis-(benzo[e]-1,3-dithiepan-2-diethyliminia), zkráceně (xdtc)2NiBr4, vytváří tmavě modré krystaly tající za teploty 166 °C. Připravuje se z α,α'-dibrom-o-xylenu a bis-(N,N-diethyldithiokarbamáto)nikelnatanu v 1,2-dichlorethanu.
Sůl bis-(tetra-n-butylfosfonia) vzniká jako sklovitá látka po rozpuštění bromidu nikelnatého v tavenině jodidu tetra-n-butylfosfonia.
Tetrabromonikelnatan 1,1,1-trimethylhydrazinia [H2NN(CH3)3]2NiBr4, stabilní za 70° až 260 °C, se dá vytvořit reakcí oktaedrického komplexu neutrálního niklu s trimethylhydraziniovými a bromidovými ligandy. Za pokojové teploty se přeměňuje na polymerní Ni2+bromid trimethylhydrazinia. V polárních rozpouštědlech se rozkládá.

## Podobné sloučeniny
Jeden z atomů bromu může být nahrazen jinými ligandy, v případě trifenylfosfinu vzniká tmavě zelený trifenylfosfintribromonikelnatanový ion.